# Tillandsia tenuifolia
Tillandsia tenuifolia là một loài thuộc chi Tillandsia. Đây là loài bản địa của Bolivia, Brasil và Venezuela.

## Hình ảnh

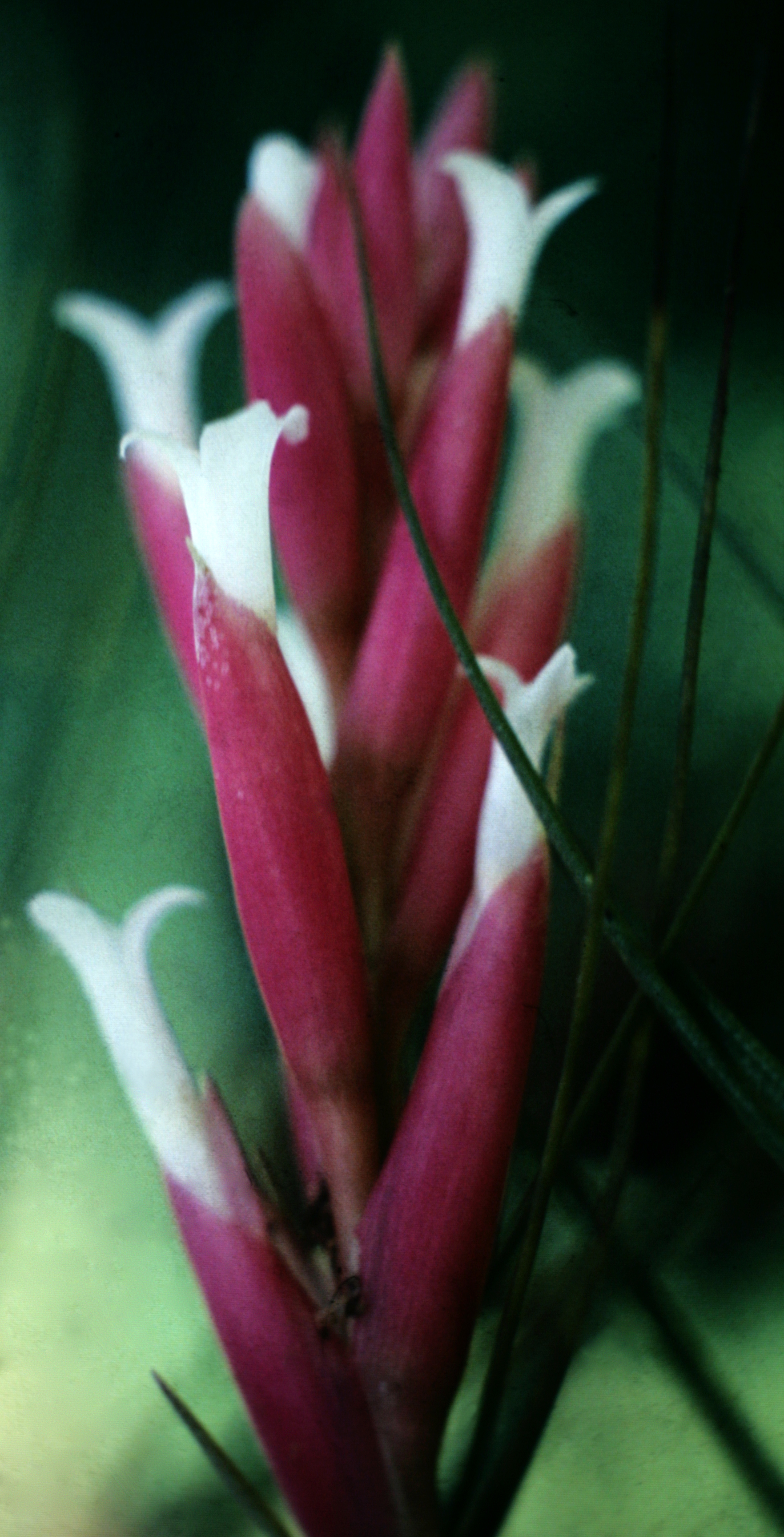
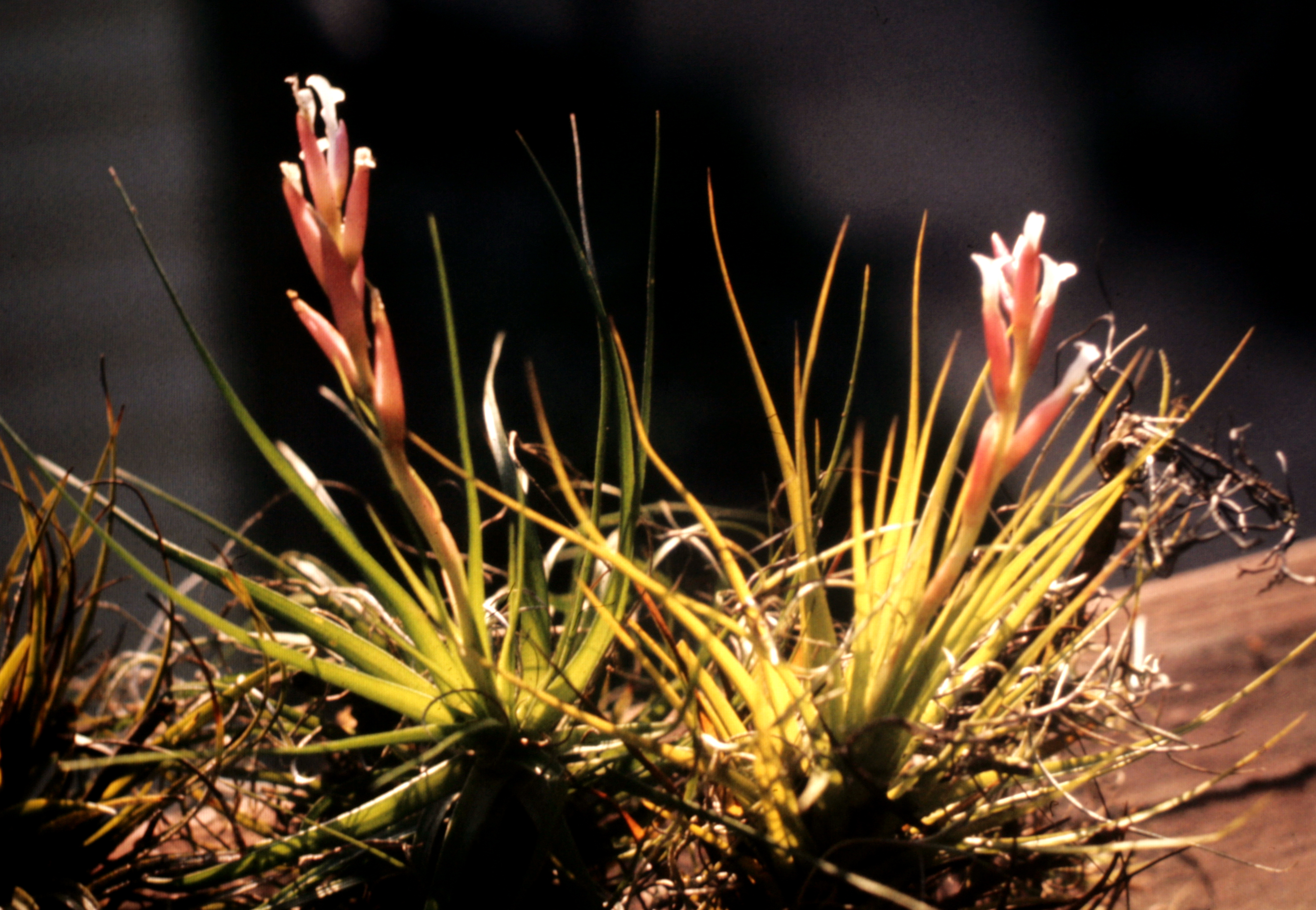
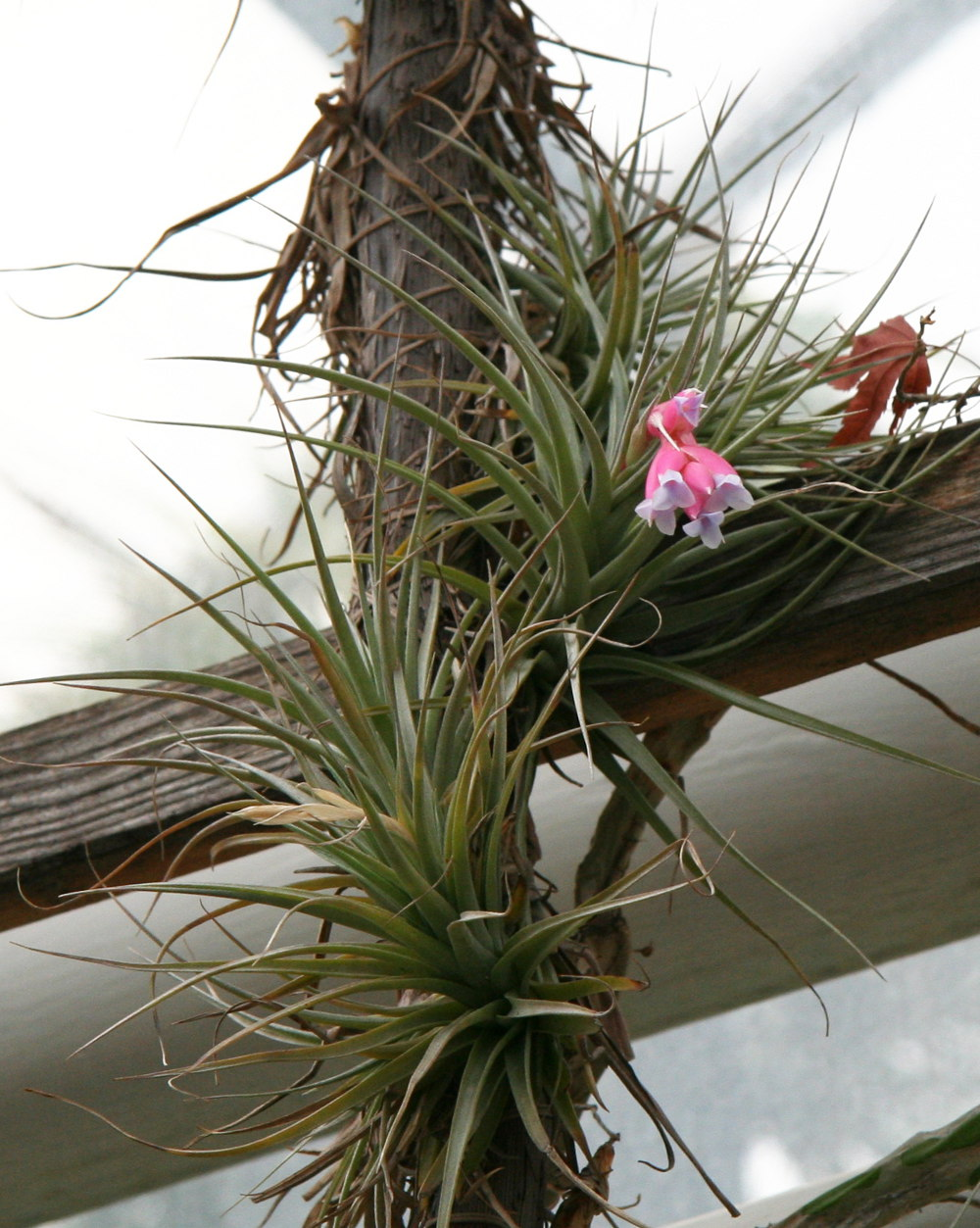
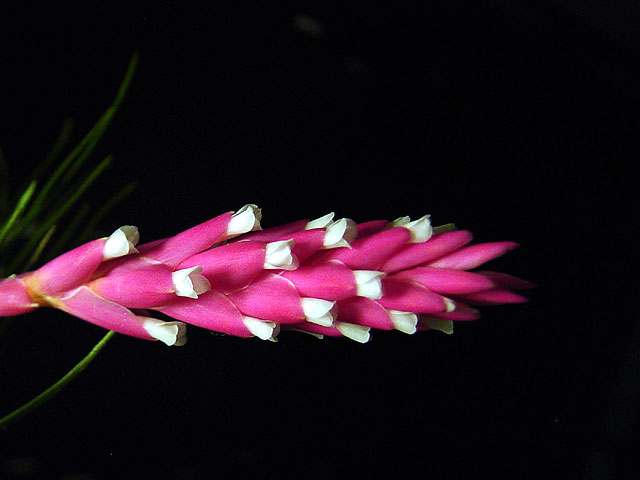

## Giống
- Tillandsia 'Bingo'
- Tillandsia 'Bonsall Beauty'
- Tillandsia 'Coconut Ice'
- Tillandsia 'Emerald Forest'
- Tillandsia 'Flamingoes'
- Tillandsia 'Gildora'
- Tillandsia 'Green Goddess'
- Tillandsia 'Hoja Gorda'
- Tillandsia 'Perky Pink'
- Tillandsia 'Sexton'
- Tillandsia 'Silver Comb'